# Unsere Liebe Frau (Aschaffenburg)
Unsere liebe Frau, häufig nur Muttergottespfarrkirche genannt, ist die älteste Pfarrkirche in Aschaffenburg.

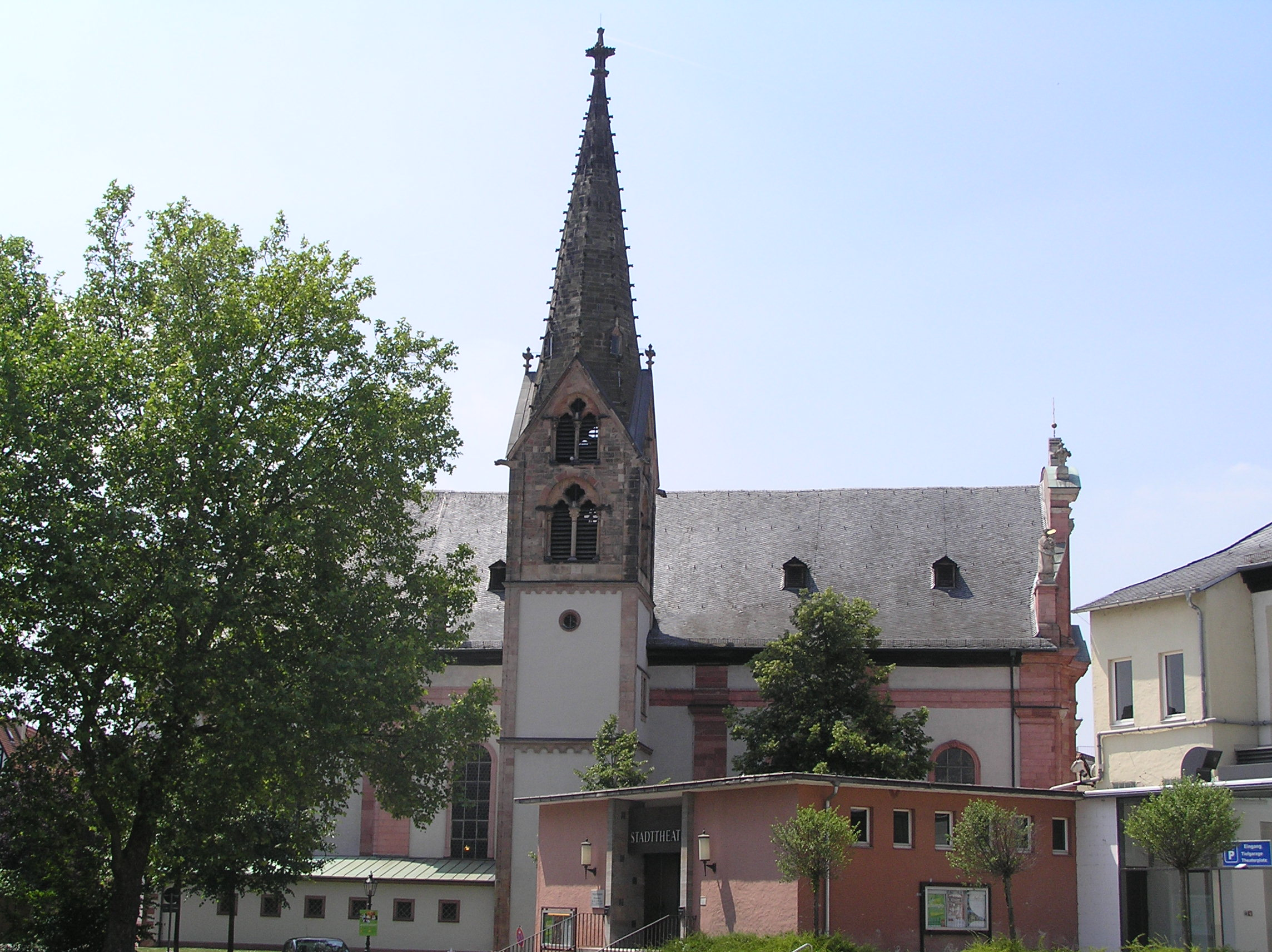
Muttergottespfarrkirche, Blick vom Theaterplatz

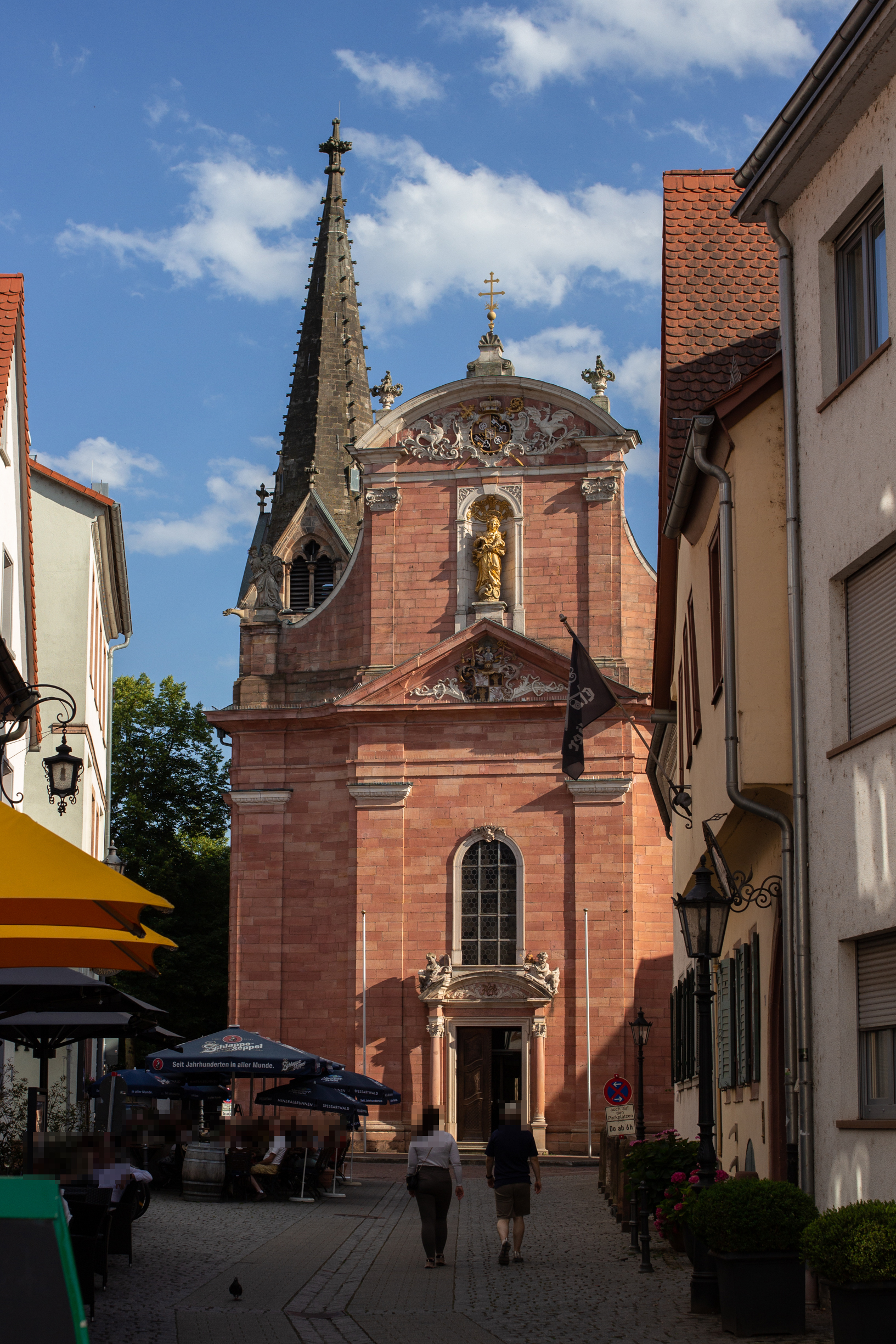
Muttergottespfarrkirche, Hauptfassade zur Schlossgasse

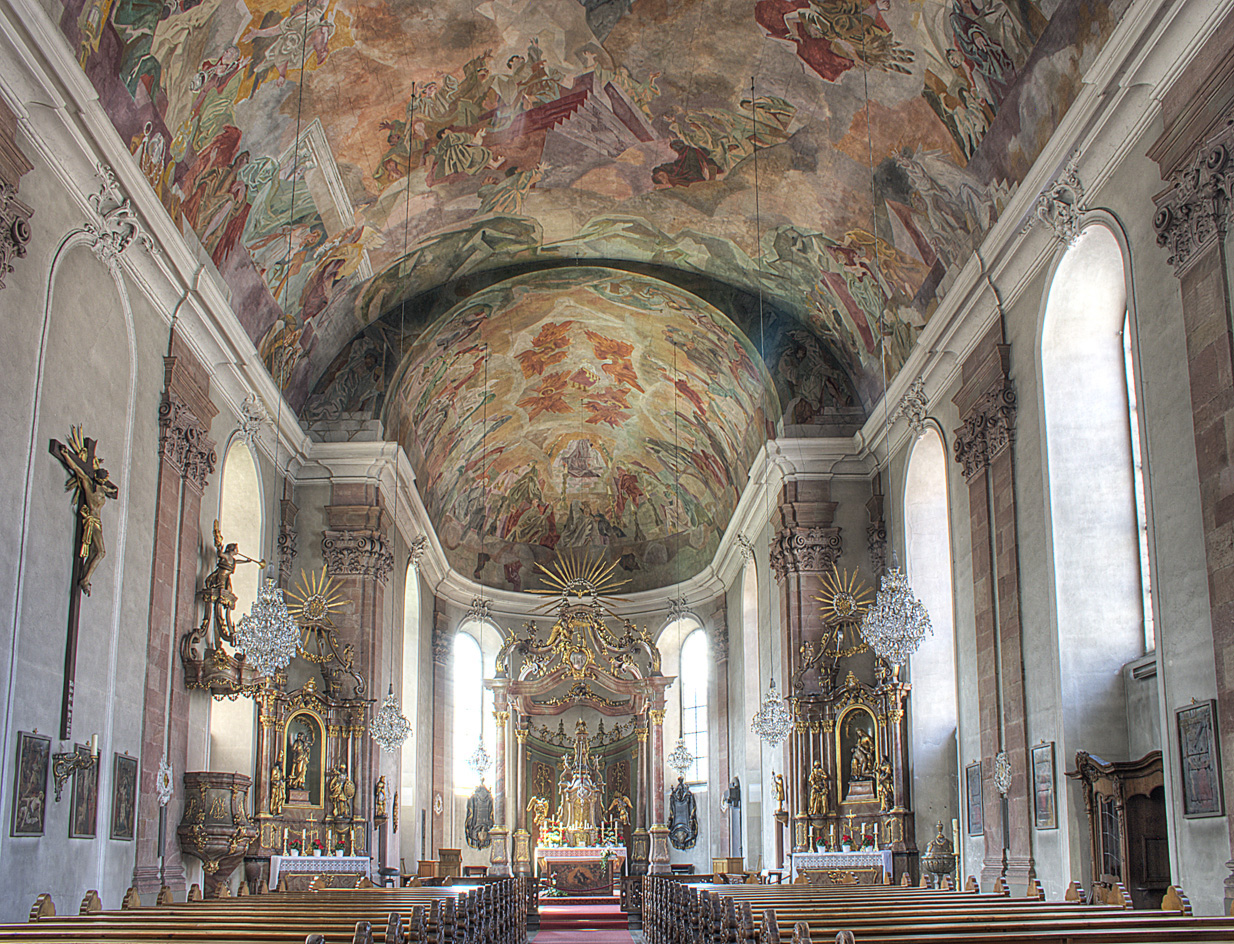
Muttergottespfarrkirche, Innenansicht

## Geschichte
Die erste urkundliche Erwähnung der Pfarrkirche „Beatae Mariae Virginis BMV“ geht auf das Jahr 1183 zurück. Als steinernes Gründungszeugnis ist unterhalb des letzten Fensters auf der linken Seite ein romanisches Portaltympanon aufgestellt. Es trägt in der Umschrift den Namen des Mainzer Erzbischofs Konrad von Wittelsbach und wird auf den Beginn seiner zweiten Regierungszeit 1183–1200 datiert.
Der gemauerte Turm, 42 m hoch, entstand am Ende der zweiten Hälfte des 13. Jahrhunderts. Für den heutigen Kirchenbau wurde der Grundstein am 28. September 1768 durch den Pfarrer und erzbischöflichen Kommissar Dr. Christian Stadelmann gelegt, der den Neubau aus eigenen Mitteln finanzierte. Die Pfarrkirche wurde von dem aus Böhmen stammenden Baumeister Franz Boccorny (1719–1771) als Saalkirche mit dem Hauptaltar im Süden erbaut. Der an der Ostseite befindliche Turm der alten, abgebrochenen Kirche wurde in den 46 m langen, 17 m breiten und 15 m hohen Neubau mit einbezogen.
Die Hauptfassade schmückt im Portalgiebel das Familienwappen des Erbauers Christian Stadelmann, dahinter in einer Nische die Jungfrau Maria – Baeta Mariä Virgine. Darüber im Segmentgiebel das Wappen des Kurfürsten und Erzbischofs Emmerich Joseph von Breidbach zu Bürresheim, dessen Nachfolger Friedrich Karl Joseph von Erthal am 3. September 1775 die Kirche feierlich einweihte. Das Kernstück und die geistige Mitte des Kirchenraumes ist die prächtige Baldachinanlage des Hauptaltares, der 1772 fertiggestellt wurde. Dabei handelt es sich um eine Stiftung des Grafen von Ostein, die den 1771 entstandenen Hochaltar der Stiftskirche zum Vorbild hatte. Die Seitenaltäre, Stiftungen der Schwestern Stadelmanns, sind nach 1780 entstanden. Die Figuren des rechten Seitenaltars stellen in der Mitte eine Pietà (Maria mit dem toten Sohn), links die Hl. Anna mit ihrer Tochter Maria und rechts die Hl. Barbara dar. Die Figuren des linken Seitenaltars sind der Hl. Josef mit Jesuskind, rechts der Hl. Michael (Patron der alten Kirche) und links der Hl. Nikolaus (Patron der Fischerzunft). Die Deckenausmalung wurde im Zweiten Weltkrieg zerstört und 1967 von dem Münchener Künstler Professor Hermann Kaspar neu erstellt. Aus der alten Kirche ist noch ein Tympanon erhalten.
Im Altarraum sind Epitaphien von Anna Charlotte Maria, Gräfin von Ostein, und Maria Anna Karolina Franziska, Gräfin von Ostein, sowie Lothar Franz Michael von Erthal (Bruder des Erzbischofs) aufgestellt, die in der Gruft unter dem Chor ihre letzte Ruhestätte gefunden haben. In der Gruft sind auch der Erbauer Dr. Christian Stadelmann und seine Schwestern Anna Maria und Maria Salome sowie der Baumeister Franz Boccorny und seine Ehefrau Anna Maria beigesetzt. Die sterblichen Überreste des 1671 verstorbenen Aschaffenburger Bürgermeisters, des kaiserlichen Rats Nikolaus Georg Reigersberg, wurden aus der alten Kirche übertragen.

## Orgel

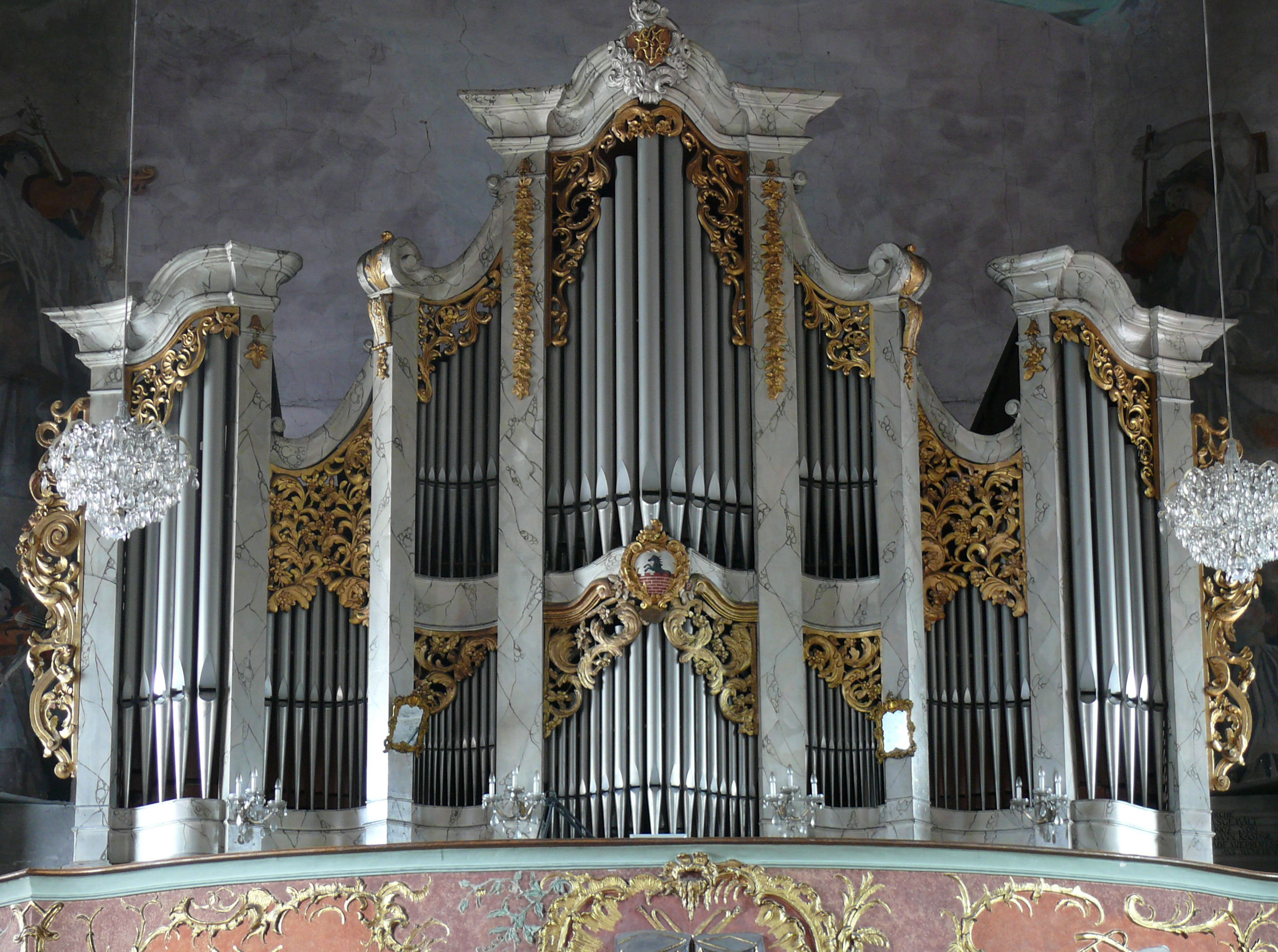
Orgel-Prospekt

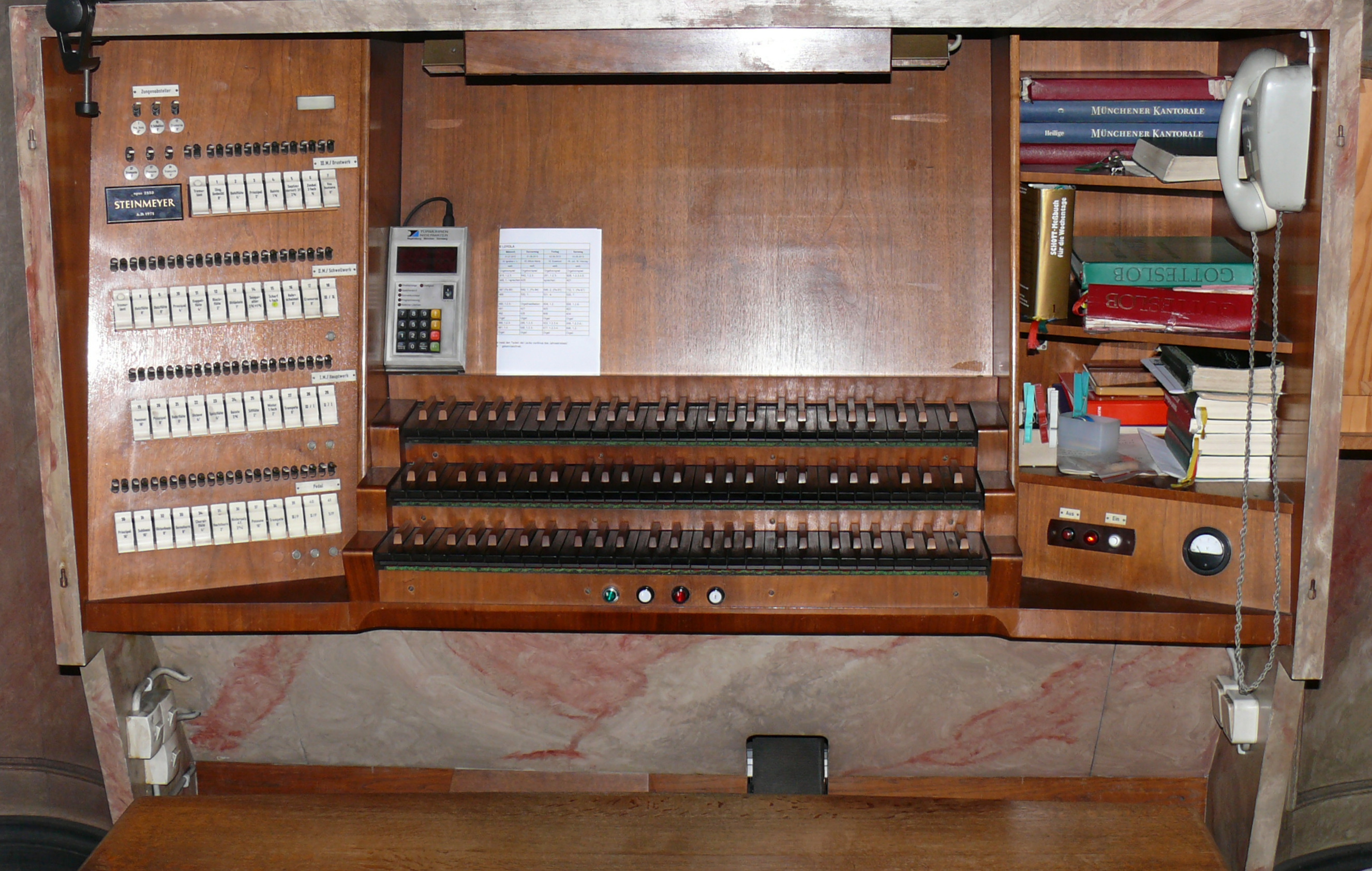
Orgel-Spielschrank

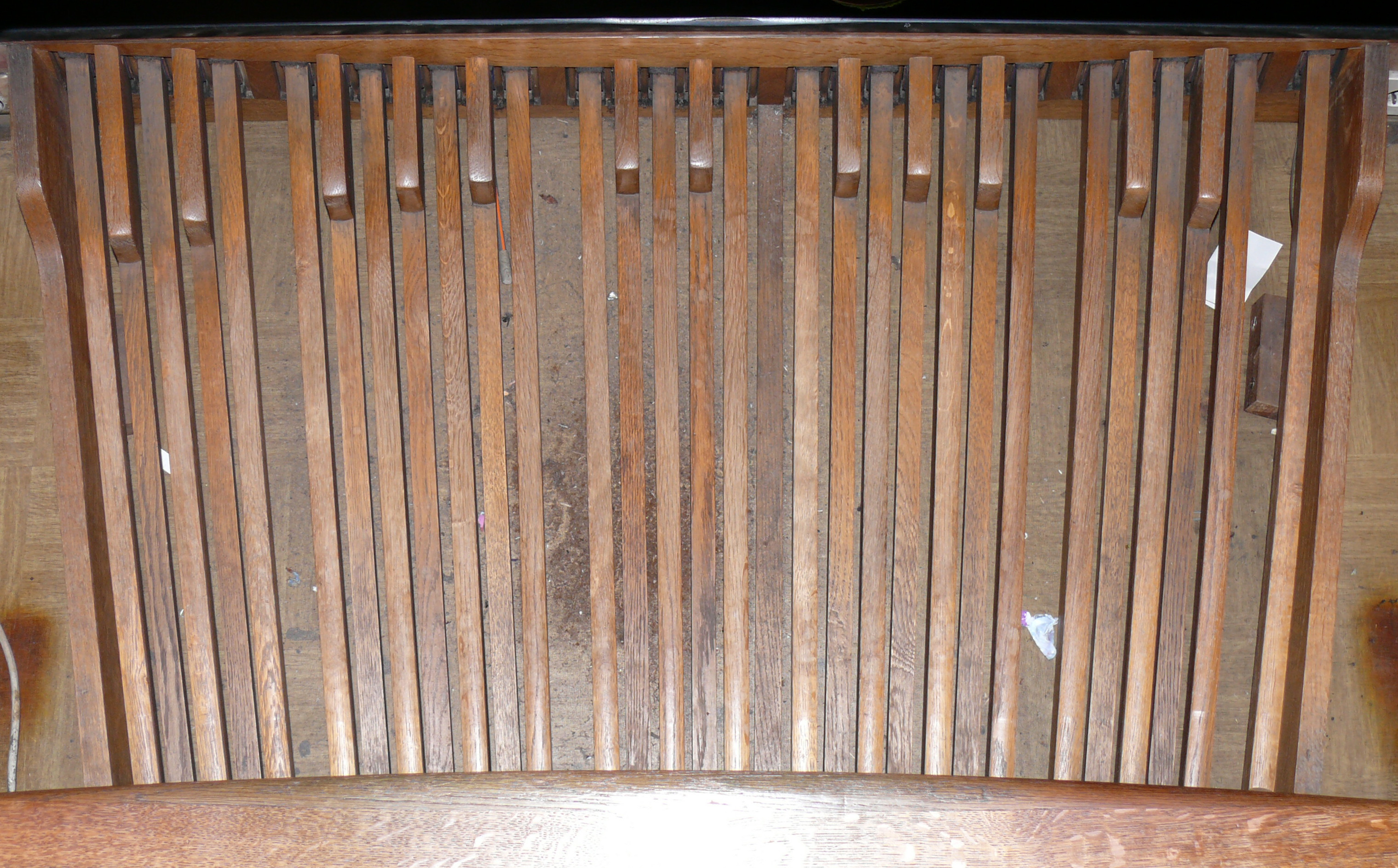
Orgel-Spielschrank

1971 baute die Orgelbaufirma G. F. Steinmeyer & Co. aus Oettingen als Opus 2253 eine dreimanualige Orgel mit 31 Registern in das vorhandene Orgelgehäuse ein.
In einer Generalüberholung 1989 wurde die Orgel um vier Register erweitert. Im Schwellwerk wurden Cromorne 8′, im Brustwerk Vox humana 8′, im Pedal Trompete 8′ und ein Nachthorn 2′ hinzugefügt.
Eine kleine Besonderheit für eine Orgel im deutschen Raum ist das doppelt geschweifte Radialpedal (radial-konkav). Die Disposition lautet wie folgt:
| I Hauptwerk C–g3 |       |
| Pommer           | 16′   |
| Principal        | 08′   |
| Rohrflöte        | 08′   |
| Oktave           | 04′   |
| Spitzflöte       | 04′   |
| Quinte 0         | 2 ⁄3′ |
| Sifflöte         | 02′   |
| Mixtur V         | 02′   |
| Trompete         | 08′   |

| II Schwellwerk C–g3 |                |
| Holzflöte           | 08′            |
| Dulzflöte           | 08′            |
| Principal           | 04′            |
| Koppelflöte         | 04′            |
| Blockflöte          | 02′            |
| Octävlein           | 01′            |
| Sesquialter 0       | 2 ⁄3′ + 1 3⁄5' |
| Scharff IV          | 01′            |
| Rohrschalmei        | 08′            |
| Cromorne            | 08′            |
| Tremulant           |                |

| III Brustwerk C–g3  |       |
| Singend Gedeckt     | 08′   |
| Hohlflöte           | 04′   |
| Principal           | 02′   |
| Quinte 0            | 1 ⁄3′ |
| Septimkornett III 0 | 2 ⁄3′ |
| Zimbel III          | 01⁄2′ |
| Vox humana          | 08′   |
| Tremulant           |       |

| Pedal C–f1      |       |
| Principal       | 16′   |
| Subbass         | 16′   |
| Octavbass       | 08′   |
| Gemshorn        | 08′   |
| Choralflöte     | 04′   |
| Nachthorn       | 02′   |
| Hintersatz IV 0 | 2 ⁄3′ |
| Posaune         | 16′   |
| Trompete        | 08′   |

- Koppeln: II/I, III/I, III/II, III/P, II/P, I/P (Schalter und Tritt)
- Spielhilfen: Zungenabsteller (für jedes Zungenregister separat), 2 freie Kombinationen, Schwelltritt

## Glocken
Im Turm hängen vier Glocken. Die größte, 2.068 kg schwere ist der Muttergottes geweiht: „Königin des Friedens, bitte für uns“. Die zweite ist dem Hl. Josef geweiht und hat immer als „Verirrtenglocke“ geläutet. Die dritte ist dem Hl. Johannes Nepomuk geweiht. Die vierte, kleinste und 709 kg schwere Glocke wird die Schutzengelglocke genannt. Die beiden mittleren Glocken wurden 1746 von Georg Christoph Roth in Mainz gegossen und tragen ausgiebiges barockes Dekor. Glocke eins und vier wurden 1958 von Friedrich Wilhelm Schilling in Heidelberg gegossen.
„Im Jahre 1186 verfügte Kurfürst Konrad von Mainz, daß in Aschaffenburg auf dem Glockenturm am Markt allabendlich geläutet werde, damit sich die in der Umgebung Verirrten nach dem Glockenläuten richten und den Weg zur Stadt finden konnten. Damals und in den folgenden Jahrhunderten bis in die Zeit vor 100 Jahren war es ja mit den Straßen schlecht bestellt, und der Wald ging vor 700 Jahren bis an die Stadt heran. Da konnte man sich leicht verirren, wie es einem Ritter von Rieneck geschehen ist, der sich im Wald des Nachts verirrt und vieles ausgestanden hat. Er machte eine Stiftung, daß jeden Abend eine Viertelstunde lang geläutet werden solle und der Mainzer Kurfürst Konrad bestätigte 1186 diese Stiftung. Als der Turm am Marktplatz, wie die anderen Stadttürme im letztvergangenen Jahrhundert abgebrochen wurde, ging die Stiftung an die Muttergottespfarrei über. Die Stiftung ist zwar entwertet, aber das Läuten soll fortbestehen“. Dieser alte Brauch sollte nun, da das Geläute wieder vollständig ist, wieder fortgeführt werden. Deshalb läutet seit dem Sommer 1958 um 21 Uhr und im Winter um 20 Uhr die „Verirrtenglocke“ wieder, um den seelisch Verirrten unserer Tage den Weg zu Gott zu weisen.